# Ginestra
Ginestra (in Arbëresh: Zhura) ist eine süditalienische Gemeinde (comune) in der Provinz Potenza in der Basilikata mit etwa 671 Einwohnern (Stand am 31. Dezember 2023). Die Gemeinde liegt etwa 33 Kilometer nördlich von Potenza.